# KMD Danmark
La KMD Danmark fue una fragata blindada o ironclad de la Real Armada de Dinamarca, originalmente ordenada por la Armada de los Estados Confederados de América.

## Diseño
Las fragatas blindadas La Gloire francesa y Warrior británica sentaron las bases de los buques tipo ironclad, que vendrían a ser fragatas blindadas con una propulsión de vapor y no simplemente a vela.
En el caso de la Danmark, su diseño era de unos 80 metros de eslora, una manga de 14,59 metros y un calado de 6,43 metros que desplazaban 4770 toneladas, lo que la hacía parecida a las últimas adquisiciones danesas como la fragata blindada Peder Skram, de construcción nacional. Su tripulación era de 450 marinos y oficiales con una velocidad máxima de 8 nudos.

## Historia
Los orígenes del Danmark se encuentran en los esfuerzos de los Estados Confederados de América para la compra de buques de guerra en Europa, es decir en el Reino Unido y Francia, durante la guerra civil estadounidense. Estos esfuerzos fueron liderados por James Dunwoody Bulloch, aunque este buque fue ordenado por otro agente confederado, el teniente (más tarde comandante) James H. North.
North fue enviado a Europa por el secretario de la marina confederada Stephen Mallory con el objetivo de comprar la completada fragata blindada de la marina francesa La Gloire y ordenar buques similares a cuenta de la Confederación, pero, el gobierno francés se negó a vender La Gloire, o a permitir que un gemelo de este barco fuera construido en astilleros franceses. North se dirigió a Gran Bretaña, donde el gobierno Whig había adoptado una actitud «laissez faire» con respecto a la compra de armas por los bandos. Aquí se reunió con George Thompson, uno de los socios de los astilleros J. & G. Thompson de Clydebank. North firmó un contrato con Thompson de 21 de mayo de 1862 para una fragata blindada de unas 3000 t y 80 m de eslora, por un precio de contrato de 190 000 libras esterlinas — alrededor de dos millones de dólares confederados al tipo de cambio imperante — y pagó un depósito de 18 000 libras esterlinas. Thompson aceptó la entrega del buque para el 1 de junio de 1863.
El nombre en clave del buque para los confederados fue el North's ship (en inglés: Barco de North), o «Número 61»; para los constructores ingleses por su parte, fue el Santa Maria. Cuando finalmente fue completado, desplazaba 4750 t, un slab de tres mástiles. En virtud de la máquina de vapor haría 8 nudos (15 km/h; 9,2 km/h).
La construcción del buque se demoró enormemente y el fin de la guerra civil estadounidense hizo que el contrato de construcción del buque que ya se encontraba «on the stocks» (término británico para designar que un buque estaba en construcción) fuese anulado el 12 de diciembre de 1863, 9 meses después del fin de la guerra y 6 meses después de la fecha máxima de entrega del buque.
Al tenerlo ya en construcción, el astillero quiso vender el buque. El único interesado fue Perú, pero el capitán José María Salcedo decidió no comprarlo por ser poco marinero y peligroso enviarlo al Pacífico por la gran cantidad de mercenarios a contratar. Al final, Dinamarca, por recomendación del director del Orlogsværftet, Otto Suenson, decidió adquirirlo el 24 de febrero de 1864 con la condición de ser botado a la máxima brevedad por el inminente estallido de la guerra de los Ducados con Prusia, habiendo adquirido otros buques como el Stærkodder, más por una estrategia de negación de compras de nuevos buques a la Armada Prusiana que por ser activos que necesitara la Real Armada de Dinamarca.

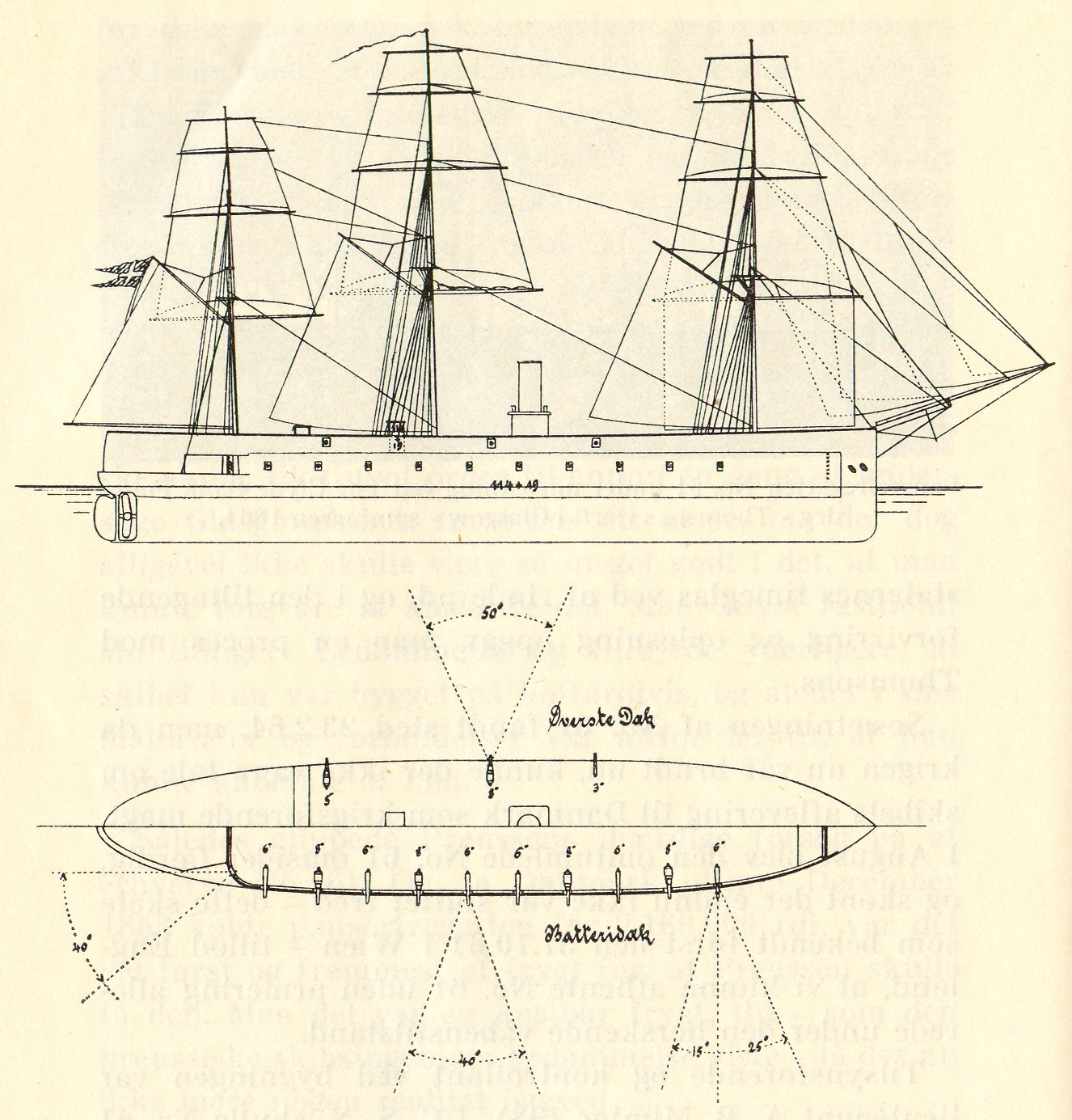
Perfil del Ironclad Danmark.

Con el estallido de la guerra, la entrega del buque se demoró hasta después de la firma del armisticio del 30 de octubre, llegando a puertos daneses en diciembre de 1864. La situación de Dinamarca tras la derrota en la guerra prometía poca acción para los nuevos buques.
En 1867 empezó a ser reconstruido y los trabajos concluyeron en diciembre de 1868. En popa se le pusieron dos troneras para cañones de 6 pulgadas, similar al diseño del Peder Skram. Se planeó colocar un cañón de 9 pulgadas a proa, pero esto nunca se realizó. Se constató que era un buque poco apto para los viajes en alta mar por lo que en la práctica quedó relegado a buque de defensa costera.
Entre 1876 y 1877 se le cambiaron o repararon calderas, máquinas, cubierta y la batería y se dijo que su velocidad mejoró a más de 10 nudos. En 1893 fue convertido en buque escuela.
En 1900 fue borrado de la lista de la Real Armada y en 1907 fue desguazado.

## Anexos
- Anexo:Buques blindados (1855-1880)